# Litijeve anorganske spojine
Litij je alkalna kovina, kar pomeni, da je nestabilen in je tudi njegovih spojin manj kot pri nekaterih drugih elementih. Na spodnjem seznamu je podanih 8 njegovih spojin, ki so bile doslej odkrite.

## Seznam
- Litijev bromid-LiBr,
- Litijev fluorid-LiF,
- Litijev hidroksid-LiOH,
- Litijev jodid-LiI,
- Litijev karbonat-Li2CO3,
- Litijev klorid-LiCl,
- Litijev oksid-Li2O,
- Litijev sulfat-Li2SO4,